# Phêrô Đoàn Văn Vân
Phêrô Đoàn Văn Vân (1780-1857) tên thật là Gioan Bạch Văn Vân, là một thánh tử đạo Việt Nam. Ông sinh ra tại làng Kẻ Bói, phủ Lý Nhân tỉnh Hà Nam, Việt Nam. Nay là giáo họ Trương Cói, Giáo xứ Hà Ngoại, Tổng giáo phận Hà Nội. Ông Chịu tử đạo năm 1857 tại Pháp Trường Năm Mẫu, Sơn Tây.

## Thân thế và tu tập
Gioan Bạch Văn Vân sinh năm 1780 tại làng Kẻ Bói phủ Lý Nhân tỉnh Hà Nam. Nay là giáo họ Trương Cói, giáo xứ Hà Ngoại, xã An Đổ, huyện Bình Lục, tỉnh Hà Nam, Tổng giáo phận Hà Nội.
Về vấn đề tên gọi:Trong truyện các thánh tử đạo Việt Nam, họ của ông là Đoàn, vì ông khai tránh như thế để khỏi liên lụy đến gia đình. Còn chuyện ông nội ông phải lánh nạn, dấu thế nào được. Ngay cả quê hương ông cũng khai lấp lửng:..."Nghe nói đâu gần Lý Nhân Phủ"...Vậy tên họ chính xác của ông là họ Bạch.
Tên Thánh: Trong sử sách ghi là Phêrô, nhưng tại hòm xương tai quê nhà và Nỗ Lực đều khắc trên nhãn bằng đồng hình bầu dục là:"B.Joannes Vân CAT"-Chân Phúc Gioan Vân CAT.
Bố ông là Bạch Uy Oánh, mẹ là Vũ Thị Tọa đều là người ngoại đạo. Ông nội của thánh nhân là cụ Bạch Tấn Công, là người Hoa Kiều, khi đó gia đình họ Bạch bị án chu di tam tộc thời nhà Minh nên đã lánh nạn vào Việt Nam thời đầu nhà Trần.
Phêrô Đoàn Văn Vân có hai anh trai là Bạch Hữu Vị và Bạch Văn Vụ là người ngoại đạo. Cả hai anh đều có gia đình.
Thánh Vân đã được linh mục Thi giúp đỡ cho vào nhà xứ. Nhận thấy cậu bé Vân ngoan ngoãn, thông minh nên ông đã cho học đạo, làm phép rửa cho cậu.
Khi lớn lên, cậu Vân được cho đi học chủng viện.

## Khi làm Thầy giảng
Sau khi hoàn thành công việc học chủng viện, Đoàn Văn Vân đã được phong chức thầy giảng năm 25 tuổi, ông đã tình nguyện ở chức đó suốt đời và được cử về giáo xứ Bầu Nọ, nay là giáo xứ Nỗ Lực, Giáo Phận Hưng Hóa.
Vì thế ông đã được bổ nhiệm làm quản lý nhà xứ Bầu Nọ thời linh mục Lý. Vì ông rất đạo đức nên có câu ví rằng:" đạo đức như thầy cai Vân".

## Bị bắt và chịu tử đạo

### Nguyên nhân
Vào thời điểm đó, ở làng Bầu Nọ có Phan Văn Tương và Lý Huống (lý trưởng người công giáo) do tiêu mất tiền công thuế phải bồi thường, chúng cùng kế vay thầy Vân mấy nghìn thóc bán để trả, nhưng thầy không giám cho vay.
Sau đó một khoảng thời gian, chúng đã đi báo quan Phủ Lâm Thao là làng Bầu Nọ có đạo trưởng để đái tội lập công.

### Bị bắt
Quan đem một toán binh về nhưng không bắt được ai cả vì ông đã trốn sang Xốm (An Lão). Ở đó ông áy náy, chưa có gì mày ông đã bỏ nhà xứ. Từ đó ông quyết định trở về cùng với một chú bé.
Nhưng không may, trên đường trở về lại gặp hai tên Tương và Huống bắt gặp ông ở đầu làng Tiên Cát, đã xông vào trói ông rồi đi tắt theo đường Bờ Vạn dồng Nỗ Lực mà không dám đi đường làng, giải nộp cho quan Phủ Lâm Thao.
Khi quan tra xét thấy Đoàn Văn Vân chỉ là thầy giảng chứ không phải là đạo trưởng. Ông bị giam ở Lâm Thao 4 tháng rồi bị nộp lên quan tỉnh Sơn Tây.

### Chịu tử đạo
Thầy giảng Vân bị giam ở phủ Sơn Tây 2 tháng rồi có án trảm quyết. Ngày 25 tháng 5 năm 1857, ông bị chém đầu tại Pháp Trường Năm Mẫu, Sơn Tây, hưởng thọ 77 tuổi. Giáo dân an táng xác ông tại chỗ và về sau mới đem về nhà thờ Bách Lộc. Đức Giáo hoàng Piô X đã phong Phêrô Đoàn Văn Vân lên hàng chân phước ngày 2 tháng 5 năm 1909. Đức Giáo hoàng Gioan Phao-lô ll đã phong lên hàng hiển Thánh ngày 19 tháng 6 năm 1988 tại quảng trường thánh Phêrô.
Hiện nay tại nơi ông bi tử hình, vẫn còn bia tích ghi chữ Hán và tiếng Pháp: "À la mémmoire des Bienheureux Néron et Vân excapités ici pour la foi-1857,1860" (Để ghi nhớ các chân phúc Néron (Bắc) và Vân đã bị chém đầu ở nơi đây vì đức tin-1857,1860). Hiện nay, tại giáo xứ Nỗ Lực, quê hương thứ hai của ông có giữ phần hài cốt của ông gồm xương tay và chân phải, có truyền thống tôn kính ông là vị ân nhân lớn của làng, nhiều trường hợp xin đều được như ý. Năm 1994, hội đồng giáo xứ Nỗ Lực nhận thánh Phêrô Đoàn Văn Vân làm bổn mạng. Năm 1995, linh mục Phêrô Phùng Văn Tôn, Nguyên chánh xứ Nỗ Lực và là nguyên Tổng Đại Diện Giáo Phận Hưng Hóa đã xây đền thánh Vân đại diện cho 6 thánh tử đạo đã sinh sống và làm việc tại nơi đây, trong đó có thánh Phêrô Vũ Văn Truật thuộc xứ Hà Thạch, là thánh tử đạo duy nhất của giáo phận Hưng Hóa. Tại quê hương ông, trong nhà thờ họ Cói có lưu giứ phần hộp sọ của "Cụ Thánh"-cách xưng hô địa phương.